# Gretha Tromp
Margaretha Maria (Gretha) Tromp (Heerhugowaard, 21 februari 1964) is een Nederlandse voormalige atlete, die uitkwam op de sprint en het hordelopen. Ze werd in totaal veertienmaal Nederlands kampioene. Zij nam eenmaal deel aan de Olympische Spelen.

## Loopbaan
Op de Olympische Spelen in 1988 kwam Tromp samen met Nelli Cooman, Marjan Olyslager en Els Vader uit op de 4 × 100 m estafette. Het Nederlandse team sneuvelde in de halve finale, ondanks een snellere tijd (43,48 s) dan het Franse team, dat in de andere halve finale vierde werd met 43,66. Hiernaast deed ze mee aan de 100 m horden en de 400 m horden. Op de 100 m horden liep ze 13,48 in de voorrondes en sneuvelde zij in de kwartfinale met 13,43. Op de 400 m horden kwam ze met 57,57 niet verder dan de halve finale, na eerder 56,11 gelopen te hebben.
In 1991 won Tromp een zilveren medaille op de universiade op de 400 m in 52,06 achter Maicel Malone (50,65) en voor Galina Moskvina (52,34). Ze won op dit toernooi goud op de 400 m horden in 55,30. Dat jaar deed ze ook mee aan de wereldkampioenschappen in Tokio, waar ze in de voorrondes van de 400 m horden werd uitgeschakeld met een laatste plaats.
Gretha Tromp was aangesloten bij atletiekvereniging Hera.

## Kampioenschappen

### Internationale kampioenschappen
| Onderdeel    | Titel                  | Jaar |
| ------------ | ---------------------- | ---- |
| 400 m horden | Universitair kampioene | 1991 |

### Nederlandse kampioenschappen
Outdoor
| Onderdeel    | Jaar                   |
| ------------ | ---------------------- |
| 200 m        | 1990                   |
| 400 m        | 1990, 1991, 1994       |
| 100 m horden | 1988                   |
| 400 m horden | 1988, 1989, 1990, 1991 |

Indoor
| Onderdeel | Jaar             |
| --------- | ---------------- |
| 200 m     | 1990, 1991, 1992 |
| 400 m     | 1991, 1992       |

## Persoonlijke records
Outdoor
| Onderdeel    | Prestatie       | Datum        | Plaats    |
| ------------ | --------------- | ------------ | --------- |
| 400 m        | 51,68 s         | 28 juli 1991 | Eindhoven |
| 100 m horden | 13,31 s         | 17 juli 1988 | Groningen |
| 400 m horden | 55,30 s (ex-NR) | 24 juli 1991 | Seoel     |

Indoor
| Onderdeel   | Prestatie | Datum            | Plaats   |
| ----------- | --------- | ---------------- | -------- |
| 60 m        | 7,51 s    | 20 februari 1988 | Den Haag |
| 200 m       | 23,56 s   | 16 februari 1992 | Hera     |
| 400 m       | 53,45 s   | 15 februari 1992 | Den Haag |
| 50 m horden | 7,07 s    | 14 januari 1989  | Zwolle   |
| 60 m horden | 8,20 s    | 19 februari 1989 | Den Haag |